# Nicolae Ghilezan
Nicolae Ghilezan (n. 1 iulie 1938, Cluj) este un medic român, membru corespondent al Academiei Române (din 2000) și membru titular (din 2016).

## Biografie
După absolvirea Liceului „Emil Racoviță” din Cluj (1950–1954), a urmat Facultatea de Medicină Generală a Institutului de Medicină și Farmacie din Cluj (1954–1960). Și-a continuat specializarea în radiologie (1964–1966) și oncologie (1965) la Institutul de Medicină și Farmacie din București și în radioterapie oncologică la Institutul „G. Roussy” din Paris (1967). A fost „visiting professor” în S.U.A. (1974). În 1972 și-a susținut, la Institutul de Medicină și Farmacie din Cluj, teza de doctorat: Posibilități de ameliorare a rezultatelor radioterapiei în cancerul laringian – studiul factorilor fizici și biologici în iradierea laringelui. A ocupat diferite funcții: extern (1958), intern (1959–1962) în cadrul Institutului de Medicină și Farmacie din Cluj, medic de circumscripție rurală (1962–1963), cercetător (1964–1975) la Institutul Oncologic din Cluj; medic primar radiolog și șef al Secției cobalt la Institutul Oncologic din Cluj-Napoca (1976–1980); șef de lucrări (1980–1990), conferențiar (1990–1991) de oncologie și radioterapie la Universitatea de Medicină și Farmacie din Cluj-Napoca, al cărei prorector științific a fost între 1990 și 1992; director al Institutului de Oncologie din Cluj-Napoca (1997–2001). În prezent este profesor emerit consultant la Universitatea de Medicină și Farmacie. În cercetările sale, s-a aplecat îndeosebi asupra oncologiei clinice și tratamentului multidisciplinar al cancerului, în special în asocierile cu radioterapia. A abordat domenii precum: dozimetria radiațiilor și dozimetria clinică pentru cobalt și acceleratori liniari în regim de fotoni și electroni; radobiologia și biologia bolii canceroase; oncologia clinică; informatica medicală; evaluarea calității actului medical în serviciile de oncologie și radioterapie. Rezultatele cercetărilor sale se regăsesc în numeroase lucrări științifice, apărute în țară și străinătate. Membru al Academiei de Științe Medicale din România (1991), al Societății Române de Radioterapie Oncologică (1992), al Societății Române de Oncologie (1992), al Societății de Radioterapie Oncologică din Franța (1992), al Societății de Oncologie Clinică din S.U.A. (1996), al Societății de Radioterapie Oncologică din S.U.A. (2002).